# Václav August Měřička
Václav August Měřička (18. ledna 1916 Česká Skalice – 5. června 2001 Praha) byl český falerista a autor řady faleristických spisů.

## Život
Narodil se v České Skalici v rodině universitního profesora. Navštěvoval německou základní školu a následně pokračoval ve studiu na českém gymnáziu. V mládí mu zemřeli oba jeho rodiče a o jeho vzdělání se staral jeho strýc dr. August Kordina, který byl osobním lékařem prince Friedricha Schaumburg-Lippe. S jeho synem Leopoldem, s nímž se přátelil, získal jezdecký výcvik, který později využil. V roce 1935 vstoupil do jezdectva Československé armády, kde působil do roku 1947, kdy z armády v hodnosti kapitána odešel. Následně pracoval v zahraniční službě československé vlády a parlamentu. Jeho manželkou byla baronka Elsa Špačková ze Starburku, s níž měl syna Václava.
V polovině 50. let 20. století se začal intenzivně zaobírat faleristikou; za více než sedm desetiletí totiž shromáždil mimořádnou sbírku medailí a dekorací. V roce 1996 předal Národnímu muzeu v Praze sbírku téměř 3 150 vysoce kvalitních předmětů a více než 600 děl své faleristické knihovny. (Tuto knihovnu eviduje Národní muzeum pod názvem Měřičkova knihovna.)V roce 2003 uspořádalo Národní muzeum výstavu části této sbírky.

## Dílo
- Pamětní a záslužná vyznamenání z údobí 1789 až 1815 (1965)
- Orden und Auszeichnungen (1966, 1969)
- Medaile Jana Zižky z Trocnova (1967)
- Orders and Decorations (1969)
- Diplomový odznak krále Karla IV (1970)
- The Book of Orders and Decorations (1975)
- Das Buch der Orden und Auszeichnungen (1976, 1990)
- Faleristik. Ein Buch über Ordenskunde (1976)
- Orden und Ehrenzeichen der österreichisch-ungarischen Monarchie (1974)
- Řády a vyznamenání z období napoleonských válek (1990)

### Série Československá vyznamenání
- Československá vyznamenání. Část 2, 1918-1948 (1959)
- Československá vyznamenání. Část 3, 1948-1958 (1959)
- Československé plukovní medaile (1973)
- Československá vyznamenání. Díl 6., část a, 2. národní odboj (1973)
- Československá vyznamenání. Díl 6., část b, 2. národní odboj (1973)
- Československá vyznamenání. Část 4, 1945-1975 (1976)
- Československá vyznamenání. Část 5, 1. národní odboj 1914-1918 (1979)
- Československá vyznamenání. Část 6, 2. národní odboj (1984)
- Československá vyznamenání. Část 6. c, 2. národní odboj (1988)